# Verschil tussen trein- en tramspoor
Het verschil tussen trein- en tramspoor betreft verschillen in boogtechniek, en verschillen in wisseltechniek bij de constructie van een spoorweg voor de trein of de tram.
Een spoorweg is een baan, belegd met twee ijzeren staven, rails genaamd, bedoeld om bereden te worden door voertuigen met ijzeren wielen met een flens. De bekendste van dit soort voertuigen zijn de trein en de tram. Hoewel sinds de laatste decennia van de 20e eeuw meer mengvormen van die twee vervoermiddelen opduiken in de vorm van lightrail, kan toch gesproken worden van enkele fundamentele verschillen in techniek tussen tram- en treinsporen, althans voor de stadstram.

## Terminologie

Verschil in vorm en profiel van het wiel en de rail van een tram (links) en een trein (rechts).

Een spoorvoertuig rijdt op assen waarop de wielen geperst zijn, de beide wielen draaien dus altijd even snel. Nu zijn er trams waar de wielen rechtstreeks gekoppeld zijn aan het draaistel en niet met elkaar verbonden zijn door een as. Hierdoor kunnen deze tramwielen wel onafhankelijk van elkaar bewegen bij een bocht. Een spoorwiel bestaat uit een licht tapse wielband, aan de binnenkant begrensd door de flens, een opstaande rand. Deze flens zorgt ervoor dat een spoorvoertuig niet zijdelings van de rails afglijdt. De wielband maakt contact met de licht bolle bovenkant van een stalen spoorstaaf.

## Verschil in boogtechniek
In een boog of bocht moet een wiel in de buitenbocht een grotere afstand afleggen dan het wiel in de binnenbocht. Doordat beide wielen vast op de as gemonteerd zijn, zal de as torderen of zal een van de wielen slippen. Een oplossing hiervoor is om de diameter van het wiel in de buitenbocht tijdelijk groter te maken dan die van het wiel in de binnenbocht.
Bij zowel tram- als treinwielen wordt dit gerealiseerd doordat de wielbanden licht taps zijn: aan de binnenkant is de diameter enkele millimeters groter dan aan de buitenkant. Loopt het spoor in een boog, dan zal de trein in eerste instantie rechtdoor rijden. Dus schuiven de wielen enkele millimeters naar buiten, waardoor de diameter van het buitenste wiel tijdelijk vergroot en die van het binnenste wiel tijdelijk verkleind wordt, zie stuureffect van de spooras. Daardoor blijven de wielen op het spoor. Deze techniek werkt goed in bogen met een grote boogstraal waar verkanting is toegepast en minder goed in krappe bogen en wisselcomplexen doordat daar de ligging van het spoor moeilijker voor elke richting optimaal te maken is.
Bij tramrails, vooral in steden, moeten vaak krappe bogen met kleine straal (soms minder dan 20 meter) worden toegepast. Ook is verkanting, vanwege de ligging in het wegdek, soms niet mogelijk. Hoogstens kan een kleine verkanting worden toegepast. Op plaatsen buiten Nederland wordt soms in scherpe bogen de groef vaak ondiep uitgevoerd, waardoor het wiel in de buitenbocht tijdelijk op de flens, in plaats van op de wielband, rijdt. Hierdoor wordt de wieldiameter vergroot en de bocht gemakkelijk genomen. In extreme gevallen is het zelfs zo dat alleen in de binnenbocht nog een groef zit, de buitenbocht bestaat uit niet meer dan een ijzeren plaat.
Een treinwiel rijdt in de regel nooit op de flens; zelfs als dit eenmalig gebeurt kan dit de flens bij bepaalde wielbanden beschadigen.

## Verschil in wisseltechniek

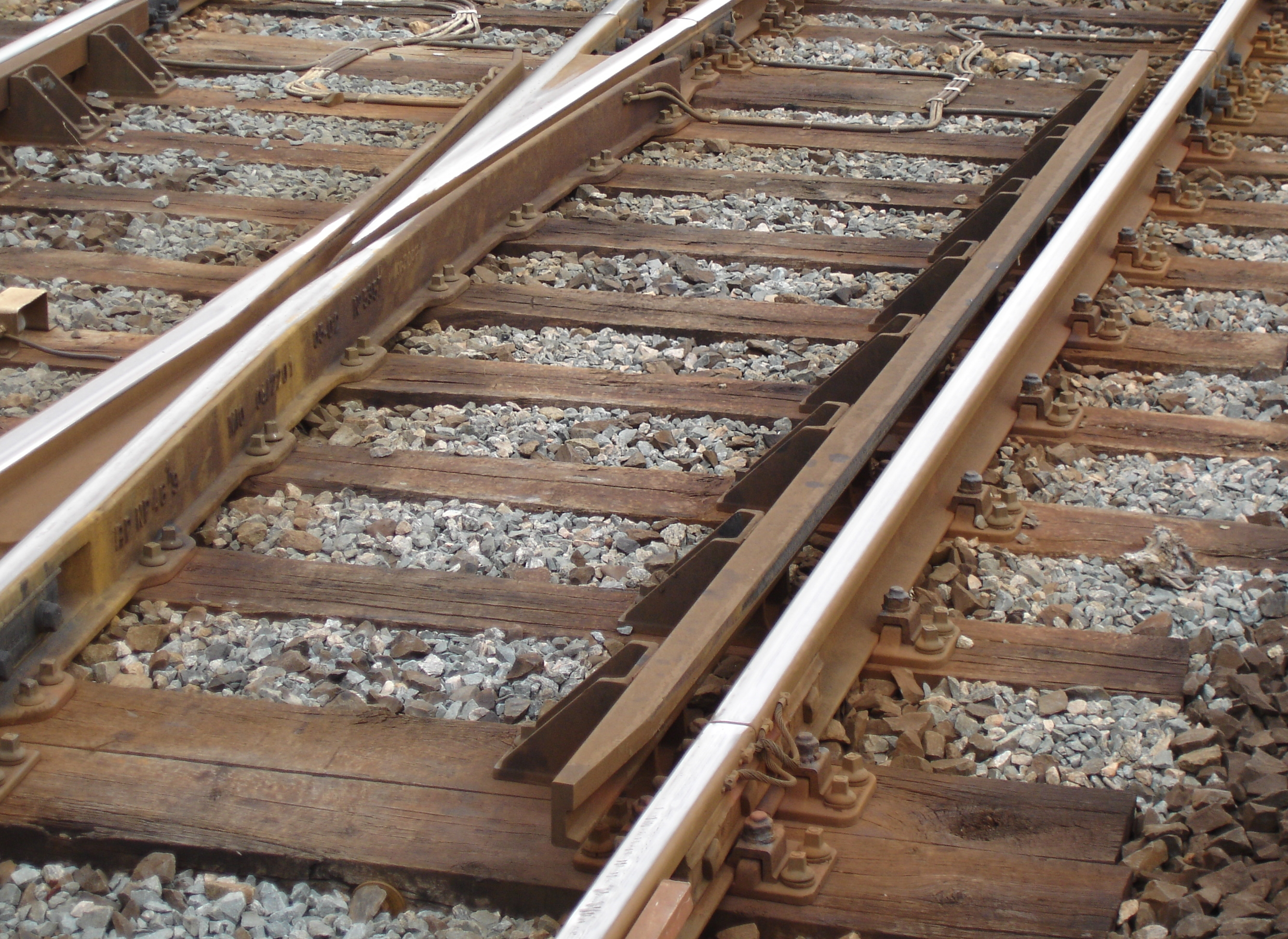
Links het puntstuk. Rechts de strijkregel of contrarail, die verhindert dat het andere wiel op het puntstuk ontspoort.

In een wissel zit een puntstuk, waar de spoorstaven van het rechtdoorgaande en afbuigende spoor elkaar kruisen. Dit betekent een tijdelijke onderbreking van de spoorstaaf, en zonder tegenmaatregelen zou een spoorvoertuig hierop stoten, wat tot grote slijtage van het wiel en puntstuk leidt.
Bij een trein is dit probleem opgelost door een brede wielband te gebruiken. De spoorstaven kruisen onder een kleine hoek. In het midden van de onderbreking bij het puntstuk steunt de wielband op beide kanten van de spoorstaaf - de wielband heeft dus altijd contact met een stuk spoorstaaf.
Bij een tram zijn de wielbanden smaller en zijn de kruisingshoeken vaak groter waardoor dit niet goed mogelijk is. Hiertoe wordt bij wissels met een grote hoek het puntstuk ondiep uitgevoerd en loopt het tramwiel ter hoogte van het puntstuk tijdelijk op de flens. Dit wiel heeft dan tijdelijk een grotere diameter, waardoor het per omwenteling meer afstand aflegt dan het andere wiel. Op het afbuigende spoor is dit een voordeel, maar op het rechtdoorgaande spoor moet ter compensatie de andere rail ook ondiep worden zodat het wiel daar ook op de flens rijdt. Daarvoor hebben trams en sneltrams dikkere en bredere wielbanden, waardoor deze oplossing minder nodig is en nauwelijks nog toegepast wordt. Bij wissels met een hoek kleiner dan ongeveer 20 graden (bij diverse trambedrijven) worden echter diepe puntstukken en diepe contrarails gebruikt.
Tevens bestaat een verschil tussen de contrarails (in spoortermen strijkregel genoemd) bij tram- en treinwissels. Dit is het stuk rail dat tegenover het puntstuk ligt op het andere spoorbeen. Om te voorkomen dat het wiel bij het puntstuk de verkeerde kant op gaat is de breedte van de groef in dit stuk spoorstaaf (contrarail) iets nauwer uitgevoerd zodat het wiel dat over het puntstuk gaat als het ware naar één kant wordt geduwd. Omdat bij NS en dergelijke geen groefrailwissels worden gebruikt, wordt dit opgelost door een strijkregel. Dit is een los stuk (constructie)rail dat ervoor zorgt dat het wiel in het puntstuk niet de verkeerde kant opgaat. Hier hebben de treinwielen een extra verdikking aan de binnenzijde van het wiel; een soort slijtvlak speciaal voor deze geleiding.

## Problemen

### Tram op treinrails
Vanwege de bovengenoemde problemen, met name het niet over kunnen nemen van het loopvlak op wissels, kan een tram met klassieke wielen niet direct op spoorrails rijden. Modern lightrail-, sneltram- of tram-train-materieel, dat zowel op tramrails in de binnenstad als op interurbane spoorbanen rijdt, heeft daarom flenzen waarop wel gereden kan worden, gecombineerd met brede wielbanden.

### Trein op tramrails
Het voornaamste probleem met een trein op tramrails is de maatvoering van puntstukken en contrarails. Hierdoor zal een treinwiel niet (goed) in deze delen van het tramwissel passen en snel ontsporen en beschadigen. Op trajecten waar met goederenwagons over tramrails gereden wordt (zoals van 1927 tot 1974 op tramlijn 11 van Den Haag naar Scheveningen) zullen bredere en diepere groeven toegepast worden in wissels, maar is de geleiding van tramwielen niet optimaal.

## Mengvormen
Bij veel moderne ruraal stedelijke lijnen zijn mengvormen in gebruik. Zo wordt het metersporige metronet van Charleroi bereden door trams, maar de rails zijn met treintechniek gebouwd - dus geen flensrijden. De trams rijden probleemloos door tot op het oude NMVB-tramnet in Anderlues, waar ondiepe groefrails gebruikt worden. Het gedeelte Leidschenveen - Den Haag van de Hofpleinlijn, voorheen een spoorlijn, is voor RandstadRail omgebouwd tot een traject waar zowel Rotterdamse metro's (treintechniek) als Haagse trams (tramtechniek) rijden.